# Novafroneta
Novafroneta là một chi nhện trong họ Linyphiidae.